# Kod Biblii (film)
Kod Biblii (niem. Der Bibelcode) – niemiecko-austriacko-francuski film dramatyczny z roku 2008.

## Obsada
- Cosma Shiva Hagen jako Johanna Bachmann
- Olivier Sitruk jako Simon Maler
- Joachim Fuchsberger jako Papież Innocenty V
- Steffen Wink jako Thadeus
- James Faulkner jako Kardynał Emad Rhades
- Miguel Herz-Kestranek jako Christian Bachmann
- Winfried Hübner jako Ephraim Blum
- Thorsten Nindel jako Markus Gruber
- Rolf Kanies jako Andreas Imhof
- Numan Acar jako Victor